# Under the Boardwalk
Under the Boardwalk ist der Titel eines bei Atlantic Records veröffentlichten Hits der Gruppe The Drifters aus dem Jahr 1964, der von Arthur Resnick und Kenny Young geschrieben und von Bert Berns produziert wurde.

## Geschichte
Das Lied zählt seit seiner Veröffentlichung im Juni 1964 zu den Jukebox-Klassikern und vermittelte als solcher in den folgenden Sommern ein unbeschwertes Strandfeeling. Eigentlich sollte Under the Boardwalk von Rudy Lewis, der seit 1961 Mitglied der Drifters war, gesungen werden. Er verstarb jedoch in der Nacht vor der Studiosession in seinem Hotelzimmer im Alter von 27 Jahren – mutmaßlich an einer Überdosis Heroin. An seiner Stelle übernahm Johnny Moore den Gesang.
1964 stieg die Single auf Platz 4 der US-Charts und auf Platz 45 im Vereinigten Königreich. Es war der vierte und letzte Top-10-Hit der Drifters in den Vereinigten Staaten und befindet sich auf dem Album Under the Boardwalk, einer überarbeiteten Version des Albums Our Biggest Hits, das aufgrund des Erfolgs des Liedes um Under the Boardwalk ergänzt und unter diesem Titel weitervertrieben wurde.
In der Liste der „500 Greatest Songs of All Time“ der Zeitschrift Rolling Stone belegt Under the Boardwalk Platz 489. Insgesamt sind die Drifters mit fünf verschiedenen Liedern gelistet.
Am Anfang des Spielfilms Alice in den Städten des Regisseurs Wim Wenders von 1974 singt die Hauptfigur, der Journalist Philip Winter, verkörpert von Rüdiger Vogler, einige Songzeilen von Under the Boardwalk, während er an einem Strand unter einem Steg im Sand sitzt und Polaroid-Fotos macht.

## Beschreibung
Wie viele Lieder der Drifters in dieser Zeit hat Under the Boardwalk (deutsch: Unter der Promenade) einen lateinamerikanischen Rhythmus. Das kurze instrumentale Intro besteht aus einem aufsteigenden Basslauf, kratzend klingenden Schlaggeräuschen und dem Ton einer Triangel. Die Melodie des Liedes wirkt angenehm und erinnert stilistisch an Calypso oder mexikanische Balladen. Moores Gesang wird durch Gitarrenspiel untermalt.
Die Verbindung von Sound und Text erzeugt eine Stimmung von Promenade, Sommer, Sonne und Vergnügung, so dass das Lied allein dadurch sehr eingängig ist. Doch dann setzt der Chor ein, erzeugt eine fast bedrohliche Stimmung in Moll und erweckt den Eindruck, etwas Gefährliches und Folgenschweres würde an der Promenade passieren. Dabei setzen die Backgroundsänger einen launischen Kontrapunkt zum Gesang Moores. Gegen Ende des Refrains ändert der Backgroundgesang den Rhythmus und schließt mit einem kurzen „Boardwalk“.
Ebenfalls hervorstechend ist die aufwendige Orchestrierung mit Streichern, die besonders im Instrumentalteil und im letzten Refrain den Backgroundgesang durch Staccato-Striche ersetzt bzw. ergänzt. Das Stück schließt mit einem überraschenden Cold End nach einem finalen „Under the boardwalk, boardwalk!“. Beim ersten Hören hat man unweigerlich den Eindruck, es würde ein weiterer Vers folgen, was aber nicht der Fall ist.

## Kommerzieller Erfolg

### Chartplatzierungen
| ChartsChartplatzierungen       | Höchstplatzierung | Wochen |
| ------------------------------ | ----------------- | ------ |
| Vereinigte Staaten (Billboard) | 4 (14 Wo.)        | 14     |
| Vereinigtes Königreich (OCC)   | 45 (4 Wo.)        | 4      |

| ChartsJahrescharts (1964)      | Platzierung |
| ------------------------------ | ----------- |
| Vereinigte Staaten (Billboard) | 20          |

### Auszeichnungen für Musikverkäufe
| Land/Region                  | Auszeichnungen für Musikverkäufe (Land/Region, Auszeichnung, Verkäufe) | Verkäufe |
| ---------------------------- | ---------------------------------------------------------------------- | -------- |
| Neuseeland (RMNZ)            | Platin                                                                 | 30.000   |
| Vereinigtes Königreich (BPI) | Platin                                                                 | 600.000  |
| Insgesamt                    | 1× Gold · 1× Platin ·                                                  | 430.000  |

## Coverversionen
Bis heute sind viele Coverversionen des Liedes entstanden. Zu den berühmtesten Künstlern, die sich des Stücks annahmen, zählen The Rolling Stones. Bereits 1964 nahmen sie das Lied für ihr zweites Album auf und hielten sich dabei an das Arrangement des Originals, verzichteten allerdings auf die Streicher, wodurch die Stimmung der Drifters-Version nicht erreicht wurde. Der Gesang Mick Jaggers klingt sehr angestrengt, wenn er versucht, die hohen Töne am Ende der Verse zu treffen. In Australien erschien diese Version 1965 als Single.
Erfolgreiche Neuaufnahmen des Titels Under the Boardwalk kamen auch von Billy Joe Royal (1978), Tom Tom Club (1982) und Bruce Willis (1987).

## Chartplatzierungen
| Jahr | Titel Interpretation                | Höchstplatzierung, Gesamtwochen, AuszeichnungChartplatzierungen (Jahr, Titel, Interpretation, Platzierungen, Wochen, Auszeichnungen, Anmerkungen) | Höchstplatzierung, Gesamtwochen, AuszeichnungChartplatzierungen (Jahr, Titel, Interpretation, Platzierungen, Wochen, Auszeichnungen, Anmerkungen) | Höchstplatzierung, Gesamtwochen, AuszeichnungChartplatzierungen (Jahr, Titel, Interpretation, Platzierungen, Wochen, Auszeichnungen, Anmerkungen) | Anmerkungen                                                                           |
| Jahr | Titel Interpretation                | AT | UK | US | Anmerkungen                                                                           |
| ---- | ----------------------------------- | --- | --- | --- | ------------------------------------------------------------------------------------- |
| 1978 | Under the Boardwalk Billy Joe Royal | — | — | US82 (4 Wo.)US | Produzent: Chips Moman                                                                |
| 1982 | Under the Boardwalk Tom Tom Club    | AT6 (6 Wo.)AT | UK22 (9 Wo.)UK | — | Produzenten: Chris Frantz, Steven Stanley, Tina Weymouth / Erstveröffentlichung: 1981 |
| 1987 | Under the Boardwalk Bruce Willis    | — | UK2 (15 Wo.)UK | US59 (7 Wo.)US | Produzent: Robert Kraft                                                               |

weitere Coverversionen
| - 1964: The Rolling Stones - 1965: Billy J. Kramer & the Dakotas - 1965: Frankie Farian & die Schatten - 1965: The Four Renders - 1965: Los Gatos Salvajes – Bajo la rambla (spanische Version) - 1966: The Scorpions - 1966: The Someones - 1966: Skeeter Davis - 1966: Los Apson – Fue en un café (spanische Version) - 1967: Mandy & the Girlfriends - 1967: The Bonne Villes - 1968: The Jackson Five - 1975: Sam & Dave - 1975: Diane Jones - 1977: Sabine Sauvant & Compagnie – To the Music Hit-Makers (Part I) - 1980: The Undertones - 1982: Carl Carlton - 1982: Mud - 1983: Rickie Lee Jones - 1986: John Cougar Mellencamp - 1988: Lynn Anderson - 1989: Bette Midler - 1989: The Untouchables - 1991: Bad Boys Blue - 1991: Lothar und die Trabanten – Unter dem Wartburg | - 1992: The Beach Boys - 1992: Taktlos - 1992: Los Perros Calientes – Bajo la rambla (spanische Version) - 1993: The Muppets - 1995: Solo - 1996: Tom Astor & Lynn Anderson - 1996: Ka’au Crater Boys - 1997: Johnny Otis – Drifters Medley - 1999: David & the High Spirit - 2000: The Alley Cats - 2000: Petty Booka - 2001: Inner Circle – Boardwalk (We Be Having Fun) - 2002: The Embers - 2003: Avenue X (A-cappella-Version) - 2003: Ben E. King (Live-Version) - 2003: The Mighty Echoes - 2004: AC-Rock - 2005: Kevin Henderson - 2005: Los Fugitivos – Fue en un café (spanische Version) - 2006: Ana Gabriel – Fue en un café (spanische Version) - 2007: Guy Sebastian - 2009: Rhythms del Mundo feat. Augusto Enriquez - 2010: The Cat’s Pajamas Vocal Band - 2013: Aaron Neville - 2014: The Crystalairs – Unter dem Bootssteg |